# مهير (اسم)
مهير هو اسم علم مذكر من أصل عربي، ومعناه هو الحاذق البارع.

## شخصيات تحمل الاسم
- مهير بابا (25 فبراير 1894[3][4] – 31 يناير 1969[3][4])

## وصلات خارجية
- موسوعة السلطان قابوس لأسماء العرب